# Lutz Stahlhofen
Lutz Stahlhofen (* 14. November 1961 in Mainz) ist ein deutscher Musiker und Komponist.
Im Alter von 14 Jahren begann er Gitarre zu spielen. Zuerst beeinflusst von der Musik der Beatles, wandelten sich seine musikalischen Einflüsse bald in Richtung der progressiven englischen Rockmusik der frühen 1970er Jahre sowie der Ambient Music von Brian Eno und Robert Fripp.
Neben seinem Engagement als Gitarrist in mehreren lokalen Bands war er auch lange Jahre ein gesuchter Mann, wenn es um den Live-Sound vieler Bands ging.
2004 veröffentlichte er als Mitglied des Online-Projekts „The lone wolves“ die CD „Return to active duty“. 2006 folgte dann seine erste vollkommen im Alleingang produzierte CD „So far“. Im Mai 2008 erschien seine zweite CD "My piece of heaven".